# Emma Hamilton
Emma, Lady Hamilton (n. 26 aprilie 1765 — d. 15 ianuarie 1815 născută Amy Lyon) este   cunoscută ca amanta amiralului  britanic  Horatio Nelson. Ea provine dintr-o familie modestă din Cheshire. Emma reușește mulțumită frumuseții și inteligenței să urce pe scara ierarhică a societății contemporane, ducând o viață frivolă, considerată scandaloasă de contemporani.
După unele surse ea ar fi fost o actriță și muziciană talentată, printre primii ei amanți se numără: ofițerul de marină John Willet Payne, medicul James Graham, pictorul George Romney, Sir Harry Fetherstonhaugh, Charles Francis Greville, și ambasadorul Sir William Hamilton, cu care s-a căsătorit în 1790. În 1793 face cunoștință la Toulon cu viitorul amiral englez Nelson, a cărui metresă devine în 1798. Această legătură amoroasă este transpusă pe ecran în 1941, prin filmul istoric Lady Hamilton.

## Biografia

### Tinerețea

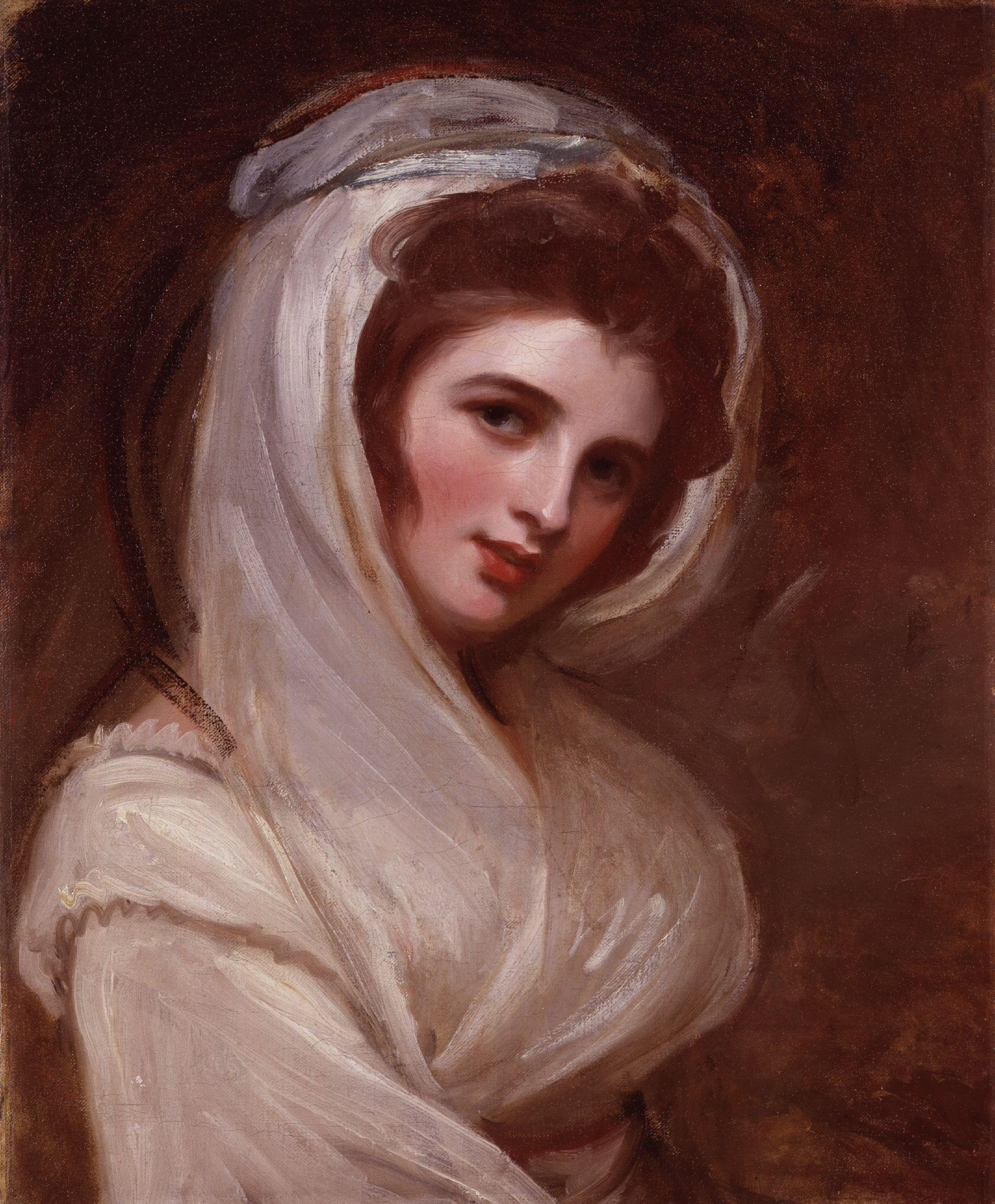
Lady Hamilton de George Romney

Emily Lyon (botezată Amy) se naște în 1765 la Cheshire, Anglia. Tatăl său, fierarul Henry Lyon, moare când ea avea două luni. Este crescută de mama ei, Mary Kidd, la Hawarden, în condiții de extremă sărăcie și nu primește nici un fel de educație. Emma este o tânără fără prejudecăți și se maturizează repede: în 1780, la doar cincisprezece ani, are o fiică cu "binefăcătorul" ei Harry Featherstonhaugh. Fetița primește numele Emma Carew și este crescută de bunica ei în Galles. În copilărie Emma Carew era vizitată des de mama ei, dar mai târziu va refuza să o vadă.
În 1781 Emma Lyon se mută la Londra și își schimbă numele în Emma Hart. În 1782 Emma este cunoscută în Londra și după ce pleacă dintr-un bordel, devine amanta unor bărbați din înalta societate. Pozează pentru James Graham, un medic șarlatan. La nouăsprezece ani devine amanta lui Charles Francis Greville, fiul lui Francisc Greville, primul conte de Warwick și nepotul viitorului soț al Emmei, sir William Hamilton. Greville este foarte îndrăgostit de ea și o pune să pozeze de mai multe ori pentru pictorul George Romney. De la Greville, Emma are trei copii (pe care acesta nu i-a recunoscut niciodată) și datorită lui ea începe să primească o educație adecvată și să frecventeze societatea londoneză.

### La Neapole

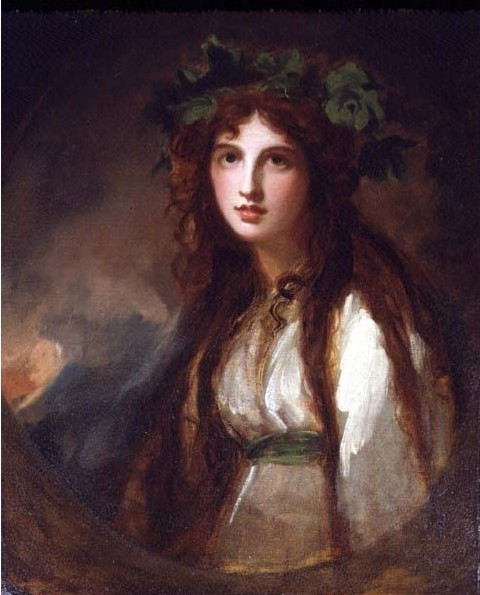
Emma ca o bacantă de George Romney

În 1786, Greville decide să se căsătorească cu o femeie bogată, astfel o trimite pe Emma la Neapole, cu scopul de a o face amanta unchiului său sir William Hamilton, ambasador englez în capitala regatului. El speră că astfel se va elibera de ea și în același timp îl va împiedica pe unchiul său (al cărui moștenitor era) să se căsătorească. Sir William se îndrăgostește de Emma și spre marea surpriză a lui Greville, o ia de soție în 6 septembrie 1791 la biserica Sfântul George, din Londra. În perioada în care era amanta și apoi soția lui sir Hamilton, Emma creează așa numitele atitudini: spectacole în care Emma pozează, dansează și joacă teatru și care se bucură de mare succes în Europa. Folosindu-se de câteva șaluri, Emma pozează evocând personaje feminine din antichitate ca Cleopatra sau Medeea. Aceste spectacole îi fascinează pe aristocrați, artiști, scriitori, printre care și Johann Wolfgang von Goethe și chiar regi și regine; lansează un nou stil de dans în Europa și o nouă modă de rochii drapate în stil grecesc. Lady Hamilton devine prietena intimă a reginei Maria Carolina de Austria, soția lui Ferdinand I al celor Două Sicilii. 

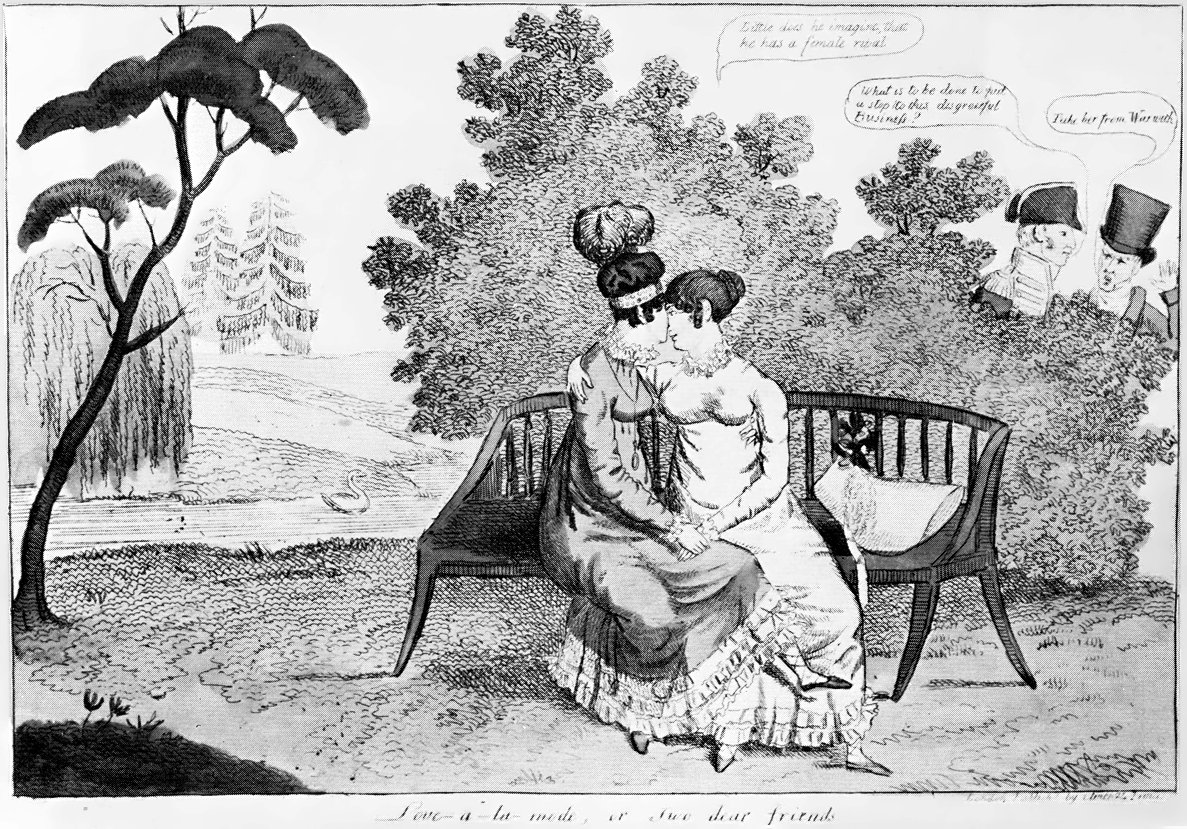
Caricatură despre prietenia dintre Lady Hamilton şi regina Maria Carolina de Austria

În calitate de soție a ambasadorului englez, Emma îl primește pe Horatio Nelson - celebrul amiral britanic -  când acesta sosește la Neapole în 1793, pentru a cere întăriri împotriva francezilor. Emma își folosește influența asupra reginei pentru ca regele să acorde ajutoarele necesare lui Nelson. Acesta se întoarce la Neapole cinci ani mai târziu, în 22 septembrie 1798, când era deja o legendă vie, după victoria sa din bătălia de pe Nil. Vicisitudinile războiului l-au îmbătrânit prematur: pierdu-se un ochi, un braț și cea mai mare parte a dinților.  
Emma îl îngrijește în casa soțului și organizează o petrecere cu 1800 de invitați, pentru a-l sărbătorii pe Nelson, care împlinea patruzeci de ani. Curând cei doi se îndrăgostesc și se pare că relația lor era acceptată și poate chiar încurajată de bătrânul Hamilton, care îl admira și respecta pe Nelson și viceversa. Emma este la apogeul succesului, prietenă intimă cu autoritara Maria Carolina, regină de Neapole și Sicilia: era unica care nu trebuia să respecte cele trei închinăciuni în prezența monarhilor și nu trebuia să se retragă cu spatele, când părăsea încăperea în care se aflau. Emma nu este doar prietena reginei, dar are și o importantă influență politică. Ea o sfătuiește pe Maria Carolina cum să se comporte în fața amenințării revoluției franceze. Sora Mariei Carolina, Maria Antoaneta este o victimă a revoluției. În 1799 Neapole este scena unei revoluții ciudate condusă de membri aristocrației; oamenii de rând nu sunt de acord cu revoluția. trupele franceze nu sunt binevenite, dar familia regală fuge în Sicilia. Nelson încearcă să ajute familia regală și înăbușă revoluția. Lady Hamilton își folosește influența asupra lui Nelson, iar acesta refuză capitularea negociată de cardinalul Fabrizio Ruffo cu republicani și anulează permisele de liberă trecere.  Cardinalul Ruffo este înlăturat de la comandă și locul lui este preluat de un ofițer englez. În urma acestei decizii sunt executați 124 de nobili și intelectuali napolitani.

### Căderea

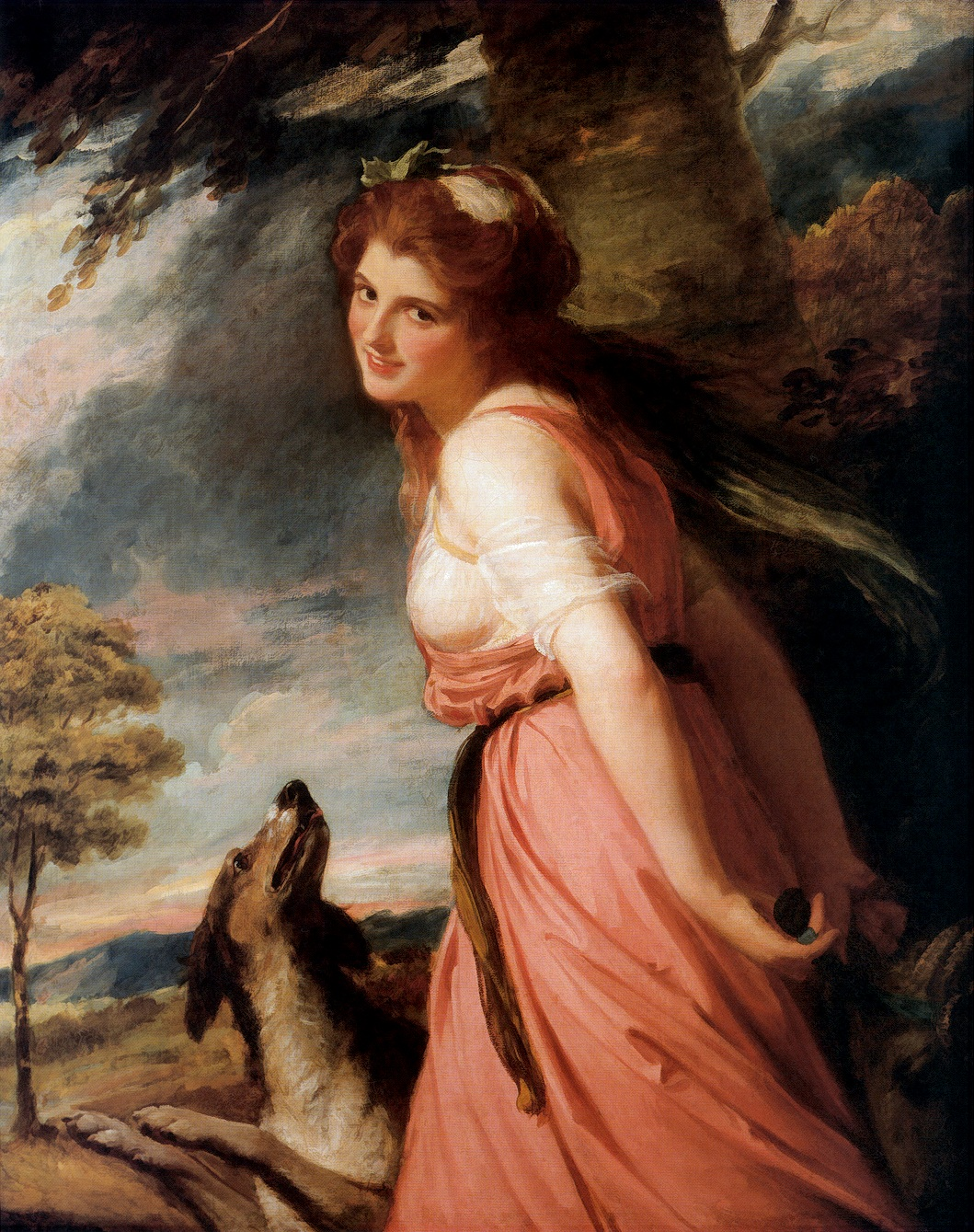
Emma ca bacantă de George Romney

În 31 ianuarie 1801,în casa închiriată de soțul său în Piccadilly, Londra, Emma dă naștere unei fetițe, fiica lui Nelson, care este botezată Horatia. În toamna aceluiași an, Nelson cumpără Merton Place, o casă mică și dărăpănată la periferia actualului Wimbledon. Acolo trăiesc în văzul lumii,  împreună cu sir Hamilton, într-un fel de menage a trois, ceea ce fascinează publicul. Ziarele relatează tot ceea ce fac cei trei, și descriu alegerile Emmei în materie de vestimentație, mobilier, chiar și meniurile de la petreceri.
William Hamilton moare în 1803, iar la scurt timp Nelson se întoarce pe mare pentru a lupta în Războaiele napoleoniene, lăsând-o pe Emma însărcinată cu al doilea copil. Simțindu-se singură, Emma încearcă să transforme Merton Place în casa grandioasă pe care și-o dorea Nelson; așteaptă cu ardoare întoarcerea lui. Copilul, o fetiță, moare la câteva săptămâni după naștere. Pentru a uita de probleme, Emma începe să joace la jocuri de noroc și să cheltuie în mod excesiv.
În 21 octombrie 1805, flota lui Nelson învinge flota franco-spaniolă în Bătălia de la Trafalgar. Nelson, rănit mortal, moare puțin mai târziu. După moartea lui Nelson, Emma cheltuie rapid mica pensie lăsată de sir Hamilton și se afundă în datorii în încercarea de a transforma casa într-un monument în memoria lui Nelson. Nelson lăsase averea sa fratelui său, iar Emmei îi lăsase Merton Place. În ciuda statutului de erou național a lui Nelson, instrucțiunile lăsate guvernului de a se ocupa de Emma și Horația au fost ignorate. Ei l-au acoperit de onoruri pe fratele lui Nelson. 
Chiar dacă în 1808 câțiva prieteni încearcă să rezolve problemele ei financiare, în 1813 Emma petrece un an în închisoarea datornicilor, împreună cu fiica ei. Alderman Smith o ajută să iasă din închisoare, după care pleacă în Franța încercând să scape de creditori. Se apucă de băutură și moare în mizerie la Calais în ianuarie 1815, de insuficiență hepatică.
Fiica sa, Horatia, s-a căsătorit ulterior cu reverendul Philip Ward și au avut zece copii. Nu a recunoscut în mod public că era fiica Emmei Hamilton.

## În cultura populară

### Literatură
- Alexandre Dumas tatăl - La San Felice, 1863
- Giovanni Semerano - Lady Hamilton, 1942
- Frank Wilson Kenyon - Emma, 1955
- Susan Sontag - Amanta vulcanului, 1992
- Gilbert Sinouè - Lady Hamilton, 2005
- Leda Melluso - Amanta engleză, 2011

### Cinema
- Trafalgar cu Corinne Grifith, 1929
- Lady Hamilton cu Vivien Leigh și Laurence Olivier, 1941
- Emma Hamilton cu Michèle Mercier, 1967
- Moștenirea națiunii cu Glenda Jackson și Peter Finch, 1973